# 林潤
林潤（1530年—1569年），字若雨，號念堂，福建莆田縣（今福建省莆田市）人，明朝政治人物。

## 生平
治《書經》，嘉靖三十一年（1552年）壬子科福建鄉試第五十三名舉人，嘉靖三十五年（1556年）丙辰科會試第一百名，廷试三甲六十一名進士。兵部观政，授江西臨川縣知縣，抵禦倭寇進犯。三十八年九月选授南京山西道試監察御史，三十九年六月實授，彈劾國子監祭酒沈坤殺人、彈劾副都御史鄢懋卿，為嚴嵩所庇護。后彈劾伊王朱典楧。當時嘉靖帝採用鄒應龍進言，貶戍嚴嵩子嚴世蕃到雷州，其黨羽羅龍文到潯州，后兩人仍密謀招募部隊謀反。林潤在巡查時發現并上報，嘉靖帝大怒，命林潤率人逮捕兩人，均被處斬。林潤之後于嘉靖四十五年（1566年）升任南京通政司右參議，十二月升太僕寺少卿。
隆慶元年（1567年）二月改太常寺少卿提督四夷馆，五月以都察院右僉都御史、总理粮储兼巡撫應天諸府。三年后死於任內，年四十。

## 家族
曾祖林禄。祖父林调。父林一鹤，生员累赠佥都御史。嫡母黄氏，累赠恭人；生母黄氏，累封太恭人。兄甘露、大珪（生员）、甘霁、甘澤、甘井、大有（生员）、澐、弟江、瀾、大宾（生员）。

## 延伸阅读
- 徐階《都察院右佥都御史念堂林公墓志铭》

[在维基数据编辑]
 《國朝獻徵錄·卷之六十二》，出自焦竑《國朝獻徵錄》
 《明史卷二百一十》，出自《明史》